# La Lettre (film, 2007)
Pour les articles homonymes, voir La Lettre.
Pour plus de détails, voir Fiche technique et Distribution.
La Lettre est un court métrage français réalisé par François Hanss, sorti en 2007. 
Ce film a été tourné en mémoire de Guy Môquet, jeune militant communiste fusillé durant la Seconde Guerre mondiale. Il a été diffusé le 22 octobre 2007 sur différents médias audiovisuels  publics,.

## Fiche technique
- La Lettre
- Réalisateur : François Hanss
- Durée : 2 minutes 30 secondes
- Genre : court métrage
- Date de diffusion : 17 octobre sur La Chaîne parlementaire[1], du 19 au 22 octobre 2007 sur les chaînes de télévision nationales France 2, France 3 et TV5. Une adaptation radiophonique est diffusée sur Radio France[1]. Diffusé également dans les écoles de toute la France, dans 2 500 salles de cinéma. En diffusion permanente par le Mémorial de Caen[1].
- Tournage : en Picardie du 28 au 31 août 2007.

## Distribution
Guy Môquet est joué par Jean-Baptiste Maunier. Cet acteur présentait l'avantage d'être assez en vue au moment des premières diffusions, pour avoir joué le rôle principal dans Les Choristes et d'avoir, au moment du tournage, le même âge que Guy Môquet à sa mort.

## Controverse
Différents médias nationaux ont rapporté qu'il avait été fait appel, pour la figuration lors du tournage, à une association spécialisée dans la reconstitution d'évènements de la Seconde Guerre mondiale, composée d'admirateurs du IIIe Reich,. Niant avoir eu connaissance de ce fait, le producteur du film assure avoir été « floué ».